# Joe Thornton
Joseph „Joe“ Eric Thornton (* 2. Juli 1979 in London, Ontario) ist ein ehemaliger kanadischer Eishockeyspieler. Der Center bestritt zwischen 1998 und 2022 über 1700 Partien für die Boston Bruins, San Jose Sharks, Toronto Maple Leafs und Florida Panthers in der National Hockey League (NHL). Er begann seine Profikarriere bei den Bruins, die ihn im NHL Entry Draft 1997 an erster Position ausgewählt hatten. Nach etwa acht Jahren in Boston wurde er während der Spielzeit 2005/06 an die Sharks abgegeben, wobei er am Ende dieser Saison als bester Scorer die Art Ross Trophy gewann und mit der Hart Memorial Trophy als Most Valuable Player der NHL ausgezeichnet wurde. Der Kanadier führte sowohl die Bruins als auch die Sharks als Kapitän an, bevor er seine Karriere in Toronto und Florida ausklingen ließ.
Thornton erzielte deutlich über 1000 Scorerpunkte, so belegte er mit seinen 1539 Punkten zum Zeitpunkt seines Karriereende Rang zwölf in der ewigen Scorerliste der NHL. In puncto absolvierte Spiele übertrafen sogar nur fünf Akteure seine 1714 Einsätze. Zugleich hält er bei den Sharks eine Reihe von Franchise-Rekorden, sodass seine Trikotnummer 19 dort nicht mehr vergeben wird. Mit der kanadischen Nationalmannschaft gewann er jeweils die Goldmedaille bei den Olympischen Winterspielen 2010 sowie bei den World Cups of Hockey 2004 und 2016. Seit 2025 ist er Mitglied der Hockey Hall of Fame.

## Karriere

### Jugend
Thornton spielte zunächst bis 1995 in Juniorenmannschaften nahe seinem Geburtsort. Zur Saison 1995/96 schloss er sich den Sault Ste. Marie Greyhounds aus der Ontario Hockey League (OHL) an. Mit 76 Punkten in 66 Spielen wurde er am Ende seiner ersten Saison zum Rookie des Jahres der OHL und der CHL ernannt. Seine zweite und letzte Spielzeit für die Greyhounds verlief für ihn ähnlich erfolgreich. In diesem Jahr sammelte er 122 Punkte in nur 59 Spielen. Neben der Nominierung ins All-Star-Team der Liga galt Thornton auch als einer der aussichtsreichsten Kandidaten für eine frühe Ziehung im NHL Entry Draft 1997. Letztlich wurde der Kanadier gleich als Gesamterster des Drafts von den Boston Bruins gezogen, noch vor seinem späteren Teamkollegen Patrick Marleau. Thornton erfüllte damit die Erwartungen als höchstgehandelter Draft-Pick der drei kanadischen Juniorenligen.

### Boston Bruins (1997–2005)
Nach einer sportlich enttäuschenden Saison 1996/97 der Bruins verpflichteten sie ihr Talent gleich zu Beginn der folgenden Spielzeit 1997/98. Thornton, damals 18 Jahre alt, konnte die in ihn gesteckten Hoffnungen mit mageren sieben Punkten aus 55 Spielen jedoch in keiner Weise erfüllen, trotzdem erreichte Boston die erste Runde der Playoffs. In den folgenden drei Spielzeiten konnte der Center seine Punktausbeute bis auf 71 Punkte steigern, die Bruins verpassten dabei aber in zwei Spielzeiten die Qualifikation für die Playoffs. In der Saison 2001/02 stagnierte Thorntons Punktausbeute erstmals seit seinem Debüt in der National Hockey League (NHL), dafür verbesserte er selbige aber in der Saison 2002/03 um ganze 30 auf 101 Punkte. Es war zugleich seine beste Saison im Trikot des Traditionsteams und wurde mit der Berufung ins NHL Second All-Star Team belohnt. Auch die folgende Spielzeit verbrachte der Kanadier in Boston, dabei ging seine Punkteproduktion aber wieder deutlich zurück und die Mannschaft schied, wie in den vergangenen zwei Jahren, mit einem in den Playoffs abermals enttäuschenden Thornton als Mannschaftskapitän in der ersten Runde aus.

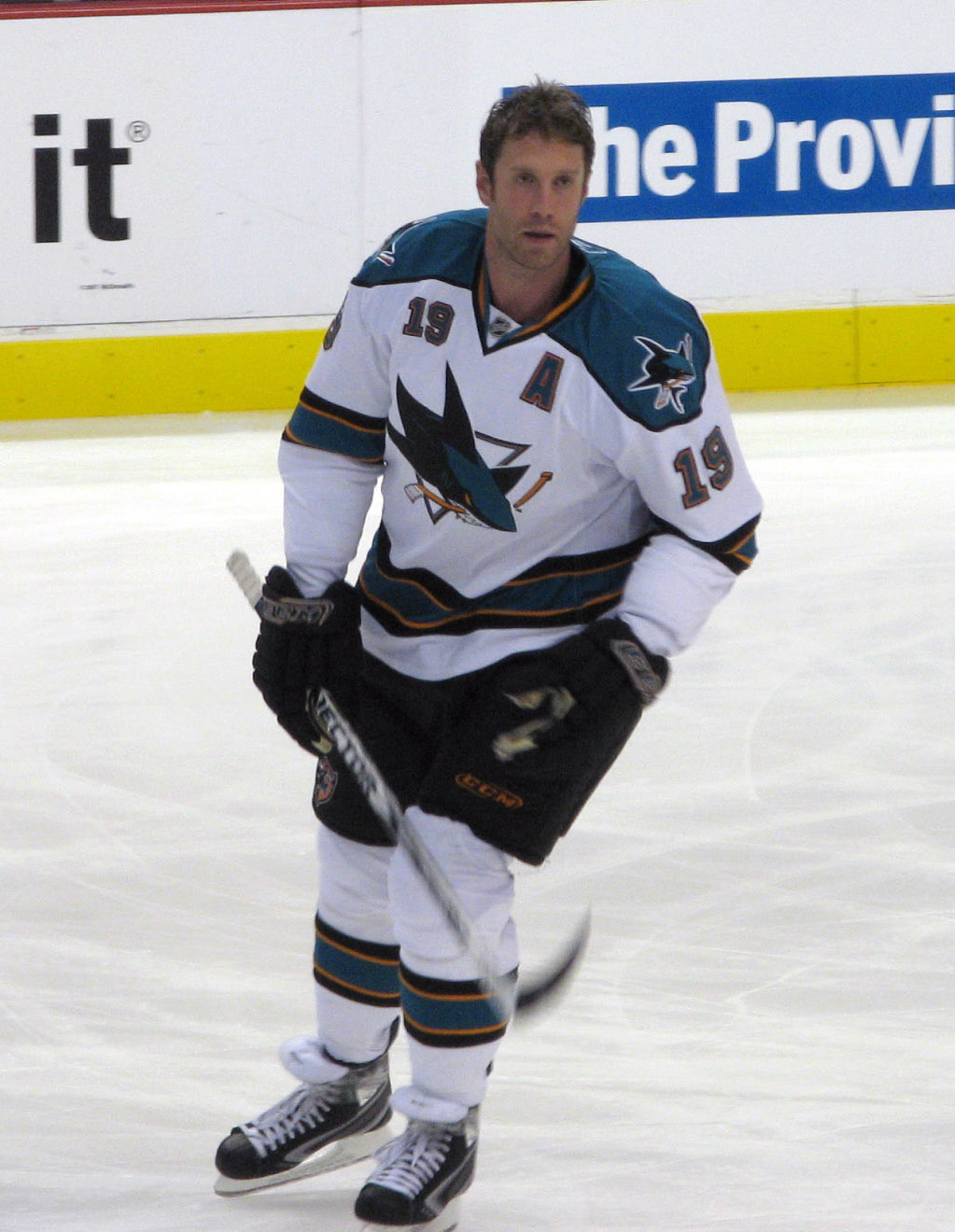
Thornton im Trikot der San Jose Sharks

Die Spielzeit 2004/05 verbrachte Thornton aufgrund des NHL-Lockouts beim HC Davos in der Schweizer Nationalliga A (NLA), wo er auf Rick Nash – 2002 ebenfalls an Position 1 gedraftet – und den Finnen Niklas Hagman traf. Die drei NHL-Stars waren maßgeblich am 27. Schweizer Meistertitel des HC Davos beteiligt und führten das Team auch zum Gewinn des prestigeträchtigen Spengler Cups. Thornton wurde am Ende der Saison als Most Valuable Player der Nationalliga A geehrt.

### San Jose Sharks (2005–2020)
Vor der Saison 2005/06 verlängerte Thornton seinen Vertrag in Boston um drei Jahre mit einem Gesamtsalär von 19,8 Millionen US-Dollar, obwohl er zunächst nicht dort bleiben wollte und andere Teams bereits Kontakt mit dem Management der Bruins aufgenommen hatten. Trotz der Verlängerung des Vertrages und dem Aspekt, dass Thornton zu dieser Zeit der mit Abstand beste Scorer seines Teams war, kam es am 30. November 2005 zu einem sogenannten Blockbuster-Trade. Thornton wurde von den Boston Bruins gegen Verteidiger Brad Stuart, Center Wayne Primeau und den Deutschen Marco Sturm von den San Jose Sharks eingetauscht. Mit der Verpflichtung Thorntons verbesserten sich die Sharks abrupt, was auch an Thorntons 14 Punkten in seinen ersten sechs Spielen für das neue Team lag. Zudem fand er in Jonathan Cheechoo einen Partner, mit dem er sich auf Anhieb blind auf dem Eis verstand. Cheechoo erzielte in dieser Saison 56 Tore und erhielt die begehrte Maurice ‚Rocket‘ Richard Trophy für den besten Torschützen der Liga. Thornton krönte seine 125-Punkte-Saison mit dem Gewinn der Art Ross Trophy für den besten Scorer der Liga und der Hart Memorial Trophy für den Most Valuable Player, obwohl er nach lediglich 23 absolvierten Begegnungen von Boston (33 Punkte) nach San Jose (92 Punkte) transferiert worden war. Er ist somit der erste und bislang auch einzige Spieler, der Topscorer wurde, während der Saison aber das Team gewechselt hat. Zudem wurde er ins NHL First All-Star Team berufen. Die Playoffs liefen erstmals in der Karriere des Kanadiers ähnlich erfolgreich wie die reguläre Saison. In nur elf Spielen mit den Sharks erzielte er halb so viele Punkte wie mit den Bruins in 35 Spielen.

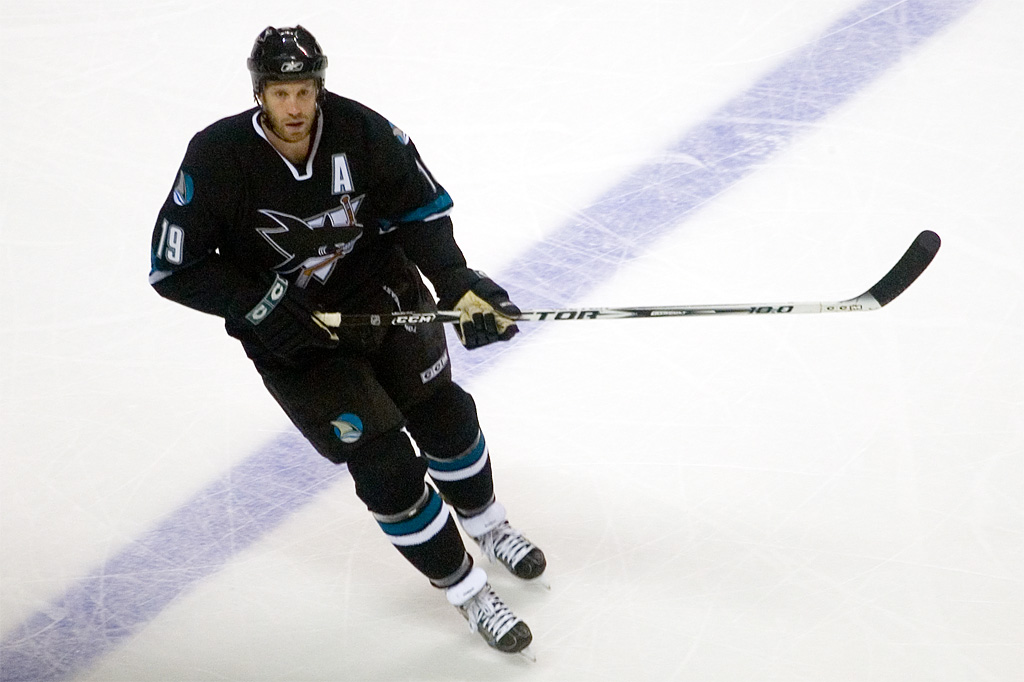
Thornton während der Saison 2006/07

In der Saison 2006/07 knüpfte Thornton trotz kleiner Verletzungen zu Saisonbeginn nahtlos an die Leistungen des Vorjahres an, was dazu führte, dass er hinter Sidney Crosby die meisten Punkte aller NHL-Spieler sammelte. Zudem stellte er für die Sharks neue Franchise-Rekorde in den Kategorien Punkte und Assists auf. Mit seinem 90. Saisonassist am 5. April 2007 schaffte er als dritter Spieler in der Geschichte der NHL – nach Wayne Gretzky und Mario Lemieux – in zwei aufeinanderfolgenden Spielzeiten 90 oder mehr Tore vorzubereiten. In der Sommerpause verlängerte das Management seinen 2008 auslaufenden Vertrag um drei Jahre bis 2011. Dieses Vertrauen zahlte Thornton im Spieljahr 2007/08 zurück und war neben Torhüter Jewgeni Nabokow der beste und beständigste Spieler im Saisonverlauf. Zwar konnte er nur 96 Scorerpunkte, darunter 67 Vorlagen, verbuchen, war damit aber mit großem Abstand der wiederholt erfolgreichste Angreifer der Nordkalifornier. Am 8. April 2011 erzielte er in seinem 994. NHL-Spiel in der regulären Saison ein Tor gegen die Phoenix Coyotes und erreichte als 78. Spieler in der Geschichte der NHL die Marke von 1000 Punkten. Aufgrund des abermaligen Lockouts in der Saison 2012/13 kehrte er im September 2012 zum HC Davos zurück.
Im Verlauf der folgenden Jahre gingen die persönlichen Statistiken des Kanadiers sukzessive zurück, so erreichte er in der Spielzeit 2015/16 zuletzt einen Punkteschnitt von 1,0 pro Spiel. Zudem gab er das Amt des Mannschaftskapitäns an Joe Pavelski ab. Seine Zeit in Kalifornien war jedoch insgesamt von sportlichem Erfolg geprägt, so gewannen die Sharks mehrfach ihre Pacific Division und waren regelmäßig in den Playoffs vertreten. Dort gelang nach Teilnahmen am Conference-Finale in den Jahren 2004, 2010 und 2011 schließlich in den Playoffs 2016 erstmals der Einzug ins Endspiel um den Stanley Cup. Dort unterlag man allerdings den Pittsburgh Penguins mit 2:4.

### Toronto und Florida (2020–2022)
Nach der Spielzeit 2019/20 wurde der auslaufende Vertrag des Kanadiers in San Jose nicht erneut verlängert, sodass er sich als Free Agent den Toronto Maple Leafs anschloss und dort einen Einjahresvertrag unterzeichnete. Kurz zuvor wurde zudem bekannt, dass er bis zum noch unklaren Start der Folgesaison 2020/21 erneut für den HC Davos in der Schweiz auflaufen wird. Nach einem Jahr in Toronto, in dem das Team bereits in der ersten Runde der Playoffs scheiterte, wechselte er im August 2021 in gleicher Art und Weise zu den Florida Panthers. Dort wurde sein auslaufender Vertrag im Sommer 2022 nicht verlängert, bevor er im Oktober 2023 schließlich offiziell das Ende seiner aktiven Karriere verkündete.
Insgesamt hat Thornton 1714 NHL-Partien bestritten und wurde damit zum Zeitpunkt seines Karriereendes nur von fünf Akteuren in der Ligahistorie übertroffen (Marleau, Howe, Messier, Jágr und Francis). In der ewigen Scorerliste platzierte er sich derweil mit 1539 Punkten auf Rang zwölf. Im November 2024 sperrten die Sharks seine Trikotnummer 19, sodass diese seither nicht mehr vergeben wird.

### International
Auf internationalem Parkett lief Thornton bei insgesamt sieben Turnieren für die kanadische Nationalmannschaft auf, davon einmal im Juniorenbereich.
Erstmals trat Thornton bei der Junioren-Weltmeisterschaft 1997 in der Schweiz international in Erscheinung, als er mit dem Team nach einem 2:0-Finalsieg über das US-amerikanische Team die Goldmedaille erringen konnte. In sieben Partien verbuchte der damals 17-jährige vier Scorerpunkte.
Bei seinem ersten Turnier im Seniorenbereich, der Weltmeisterschaft 2001 in Deutschland, enttäuschte die kanadische Mannschaft mit einem fünften Platz und auch der Center blieb mit zwei Punkten aus sechs Spielen eher blass. Eine deutliche Steigerung zeigte Thornton drei Jahre später beim World Cup of Hockey 2004, als der Gewinn der Goldmedaille gelang und er sechs Punkte in sechs Spielen zum Titelgewinn beisteuerte. Bei der Weltmeisterschaft 2005 in Österreich präsentierte sich der Kanadier abermals verbessert. Aufgrund seiner 16 Scorerpunkte in neun Begegnungen wurde er zum wertvollsten Spieler des Turniers gewählt. Gemeinsam mit den Flügelstürmern Rick Nash und Simon Gagné führte er die Kanadier bis ins Endspiel, konnte dort die 0:3-Niederlage gegen Tschechien aber nicht verhindern und musste sich mit der Silbermedaille begnügen. Durch die Leistungen im Nationaltrikot bei der vorangegangenen Weltmeisterschaft und dem World Cup of Hockey wurde er auch für die Olympischen Winterspiele 2006 in Turin nominiert, wo er als einer der Schlüsselspieler des Teams galt. Er erzielte in sechs Spielen jedoch nur ein einziges Tor und präsentierte sich wie viele seiner Teamkollegen unter Normalform, wodurch die Mannschaft frühzeitig im Viertelfinale scheiterte. Dennoch erhielt der Stürmer im Sommer 2009 als einer von 46 Akteuren eine Einladung ins vorbereitende Trainingscamp für die Olympischen Winterspiele 2010 in Vancouver. Am 30. Dezember wurde seine zweite Olympiateilnahme bestätigt. Ebenso nahmen seine beiden Sturmkollegen Patrick Marleau und Dany Heatley für Kanada am Turnier teil, mit denen er eine Angriffsreihe bildete. Thornton sammelte in sieben Turnierspielen lediglich zwei Scorerpunkte, gewann am Ende der Olympischen Winterspiele aber die Goldmedaille.
Außerdem vertrat er sein Heimatland beim World Cup of Hockey 2016 und gewann mit dem Team auch dort die Goldmedaille. Im Jahre 2025 wurde er mit der Aufnahme in die Hockey Hall of Fame geehrt.

## Erfolge und Auszeichnungen
| - 1996 OHL All-Rookie Team - 1996 Emms Family Award - 1996 CHL All-Rookie Team - 1996 CHL Rookie of the Year - 1997 OHL Second All-Star Team - 1997 CHL Second All-Star Team - 1997 CHL Top Draft Prospect Award - 2002 Teilnahme am NHL All-Star Game - 2003 Teilnahme am NHL All-Star Game - 2003 NHL Second All-Star Team - 2004 Teilnahme am NHL All-Star Game - 2004 Spengler-Cup-Gewinn mit dem HC Davos - 2005 Schweizer Meister mit dem HC Davos | - 2005 Wertvollster Spieler der Nationalliga A - 2006 Art Ross Trophy - 2006 Hart Memorial Trophy - 2006 NHL First All-Star Team - 2007 Teilnahme am NHL All-Star Game - 2008 Teilnahme am NHL All-Star Game - 2008 NHL Second All-Star Team - 2009 Teilnahme am NHL All-Star Game - 2016 NHL Second All-Star Team - 2023 Sperrung der Trikotnummer 19 durch die Sault Ste. Marie Greyhounds - 2024 Sperrung der Trikotnummer 19 durch die San Jose Sharks |

### International
| - 1997 Goldmedaille bei der World U-17 Hockey Challenge - 1997 Goldmedaille bei der Junioren-Weltmeisterschaft - 2004 Goldmedaille beim World Cup of Hockey - 2005 Silbermedaille bei der Weltmeisterschaft - 2005 Topscorer der Weltmeisterschaft | - 2005 Bester Vorlagengeber der Weltmeisterschaft - 2005 Wertvollster Spieler der Weltmeisterschaft - 2010 Goldmedaille bei den Olympischen Winterspielen - 2016 Goldmedaille beim World Cup of Hockey - 2025 Aufnahme in die Hockey Hall of Fame |

## Karrierestatistik

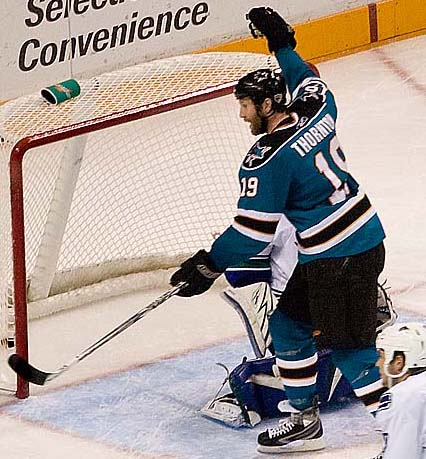
Thornton beim Torjubel

### International
Vertrat Kanada bei:
| - World U-17 Hockey Challenge 1995 - U20-Junioren-Weltmeisterschaft 1997 - Weltmeisterschaft 2001 - World Cup of Hockey 2004 | - Weltmeisterschaft 2005 - Olympischen Winterspielen 2006 - Olympischen Winterspielen 2010 - World Cup of Hockey 2016 |

(Legende zur Spielerstatistik: Sp oder GP = absolvierte Spiele; T oder G = erzielte Tore; V oder A = erzielte Assists; Pkt oder Pts = erzielte Scorerpunkte; SM oder PIM = erhaltene Strafminuten; +/− = Plus/Minus-Bilanz; PP = erzielte Überzahltore; SH = erzielte Unterzahltore; GW = erzielte Siegtore; 1 Play-downs/Relegation; Kursiv: Statistik nicht vollständig)

## Persönliches
Thornton besitzt neben der kanadischen auch die Staatsbürgerschaft der USA (seit 2009) sowie der Schweiz (seit 2019). Zudem ist er Athletenbotschafter der Entwicklungshilfeorganisation Right To Play.
Thorntons Cousin Scott Thornton war ebenfalls professioneller Eishockeyspieler. Beide spielten in der Saison 2005/06 gemeinsam bei den San Jose Sharks. Scott Thornton beendete seine Karriere im Sommer 2008 nach 1020 Einsätzen in der NHL. Cody Thornton, der Neffe von Joe Thornton, spielte zwischen 2010 und 2016 beim EV Landshut.